# 聖路易 (聖多明哥省)
18°33′0″N 69°42′0″W / 18.55000°N 69.70000°W
聖路易（San Luis, Dominican Republic），是多明尼加共和國的城鎮，位於該國北部，由聖多明哥省負責管轄，始建於2011年9月30日，面積48.65平方公里，2012年人口301,062，人口密度每平方公里6,200人。